# Страхование опасных производственных объектов
Страхование опасных производственных объектов – вид страхования ответственности, по которому в качестве объекта страхования выступает гражданская ответственность владельца опасного объекта, которая может возникнуть вследствие аварии в результате причинения вреда здоровью, имуществу третьих лиц, а также окружающей среде .

## Необходимость страхования
Необходимость такого вида страхования была осознана  после нескольких крупных аварий на производственных объектах, в результате которых был нанесён большой ущерб третьим лицам и окружающей среде. Примером такой аварии является авария, произошедшая 3 декабря 1984 года в индийском городе Бхопале на предприятиях американской компании «Юнион Карбайд» (англ. Union Carbide), и повлёкшая смерть, по крайней мере, 18 тысяч человек, из них 3 тысячи погибли непосредственно в день трагедии, и 15 тысяч — в последующие годы. По различным данным, общее количество пострадавших оценивается в 150—600 тысяч человек. Эти цифры дают основание считать бхопальскую трагедию крупнейшей в мире техногенной катастрофой по числу жертв.
Одним из последствий такого рода аварий явилось введение обязательного страхования ответственности предприятий – источников повышенной опасности, или, так называемых, опасных производственных объектов. В РФ до 31 декабря 2011 страхование опасных объектов осуществляется в соответствии с требованиями Федерального закона № 116-ФЗ «О промышленной безопасности» и 117-ФЗ «О безопасности гидротехнических сооружений».
1 января 2012 года вступил в силу Федеральный закон №225-ФЗ «Об обязательном страховании гражданской ответственности владельца опасного объекта за причинение вреда в результате аварии на опасном объекте», который определяет новые условия страхования для опасных объектов .

## Что такое опасные объекты
Опасными объектами считаются такие объекты, авария на которых может привести к причинению вреда здоровью, жизни или нарушению жизнедеятельности третьих лиц.
В соответствии с федеральным законом РФ  №225-ФЗ «Об обязательном страховании гражданской ответственности владельца опасного объекта за причинение вреда в результате аварии на опасном объекте» к опасным объектам относятся :
1. Oпасные производственные объекты, на которых:
а) получаются, используются, перерабатываются, образуются, хранятся, транспортируются, уничтожаются опасные вещества (воспламеняющиеся, окисляющие, горючие, взрывчатые, токсичные, высокотоксичные, а также представляющие опасность для окружающей природной среды), в том числе автозаправочные станции с заправкой сжиженными углеводородными газами и (или) жидким моторным топливом;
б) используется оборудование, работающее под давлением более 0,07 мегапаскаля или при температуре нагрева воды более 115 градусов Цельсия;
в) используются стационарно установленные грузоподъёмные механизмы, эскалаторы (в том числе лифты и эскалаторы в многоквартирных домах, а также на объектах торговли, общественного питания, в административных учреждениях и на иных объектах, связанных с обеспечением жизнедеятельности граждан), канатные дороги, фуникулёры;
г) получаются расплавы чёрных и цветных металлов и сплавы на основе этих расплавов;
д) ведутся горные работы, работы по обогащению полезных ископаемых, а также работы в подземных условиях;
2. Гидротехнические сооружения - плотины, здания гидроэлектростанций, водосбросные, водоспускные и водовыпускные сооружения, туннели, каналы, насосные станции, судоходные  шлюзы, судоподъёмники, сооружения, предназначенные для защиты от наводнений и разрушений берегов водохранилищ, берегов и дна русел рек, сооружения (дамбы), ограждающие хранилища жидких отходов промышленных и сельскохозяйственных организаций, устройства от размывов на каналах и другие сооружения, предназначенные для использования водных ресурсов и предотвращения негативного воздействия вод и жидких отходов.
3. АЗС (Автозаправочные станции жидкого моторного топлива)(!)
4. Лифты, эскалаторы и прочие грузоподъемные механизмы.(!)

(!) Объекты, не подлежащие регистрации в органах Ростехнадзора.

## Организация страхования в России
Страховые суммы в данном виде страхования устанавливаются согласно закону «Об обязательном страховании гражданской ответственности владельца опасного объекта за причинение вреда в результате аварии на опасном объекте» в зависимости от характера опасного производственного объекта. Если на предприятии предусмотрена обязательная разработка декларации промышленной безопасности на опасном объекте, то действует специальная шкала в зависимости от  максимально возможного количества потерпевших в результате аварии человек. Если в результате аварии могут пострадать более 3000 человек, то страховая сумма равна 6,5 млрд рублей. Если количество пострадавших 10 и менее  человек, то страховая сумма равна 10 млн рублей.
Если разработка декларации промышленной безопасности не предусмотрена, то страховая сумма определяется на основании следующих условий:
| Типы опасных объектов                                                              | Страховая сумма |
| ---------------------------------------------------------------------------------- | --------------- |
| Опасные объекты нефтеперерабатывающей, нефтехимической и химической промышленности | 50 млн руб.     |
| Сети газоснабжения и газопотребления, включая межпоселковые газовые сети           | 25 млн руб.     |
| Прочие опасные объекты                                                             | 10 млн руб.     |

Размер тарифной ставки составляет от 0,05 до 4,94% от лимита ответственности .

## Рынок страхования опасных производственных объектов
По состоянию на июль 2013 года лицензии на данный вид страхования имели 64 страховые компании.
Обязательным условием получения лицензии на страхование ОПО является членство в Национальном союзе страховщиков ответственности (НССО).
Всего за 2012 год 58 работающих по ОПО страховщиков собрали 9 060 млн руб страховых премий и выплатили около 145 млн руб страховых возмещений. 10 крупнейших игроков собрали при этом 3/4 всех страховых премий по этому виду страхования.
Топ-10 страховых компаний по объёму собранных премий на рынке ОПО в 2012 году по данным ФСФР.
| №  | Страховые компании   | Сборы по страхованию ОПО, млн руб. | Доля рынка, %% |
| -- | -------------------- | ---------------------------------- | -------------- |
| 1  | СОГАЗ                | 1 532                              | 17             |
| 2  | Росгосстрах          | 1 511                              | 17             |
| 3  | ВСК                  | 979                                | 11             |
| 4  | Ингосстрах           | 704                                | 8              |
| 5  | АльфаСтрахование     | 559                                | 6              |
| 6  | РЕСО-Гарантия        | 396                                | 4              |
| 7  | Согласие             | 359                                | 4              |
| 8  | Альянс               | 266                                | 3              |
| 9  | Энергогарант         | 245                                | 3              |
| 10 | Страховая группа МСК | 239                                | 3              |

## См.также
Экологическое страхование